# Panzerzug Wilk
Der Panzerzug Wilk, vorher genannt Panzerzug Rozwadowczyk, war ein improvisierter polnischer Panzerzug aus der Zeit des Polnisch-Sowjetischen Krieges von 1919.

## Geschichte
Am 6. Februar 1919 wurde in Nowy Sącz ein neuer Panzerzug fertiggestellt und an die polnisch-sowjetische Front geschickt. Zu Beginn wurde der Panzerzug mit dem Namen Rozwadowczyk und der Panzerzugnummer 8 gelistet. Den Namen erhielt er zu Ehren des Generals Tadeusz Rozwadowski. Am 1. März 1919 wurde der Zug auf Befehl des Oberkommandos der polnischen Armee in Panzerzug Wilk (deutsch: Wolf) umbenannt. Dies geschah zu Ehren des am 28. Dezember 1918 gefallenen Leutnants Wilhelm Wilk-Wyrwiński, welcher Kommandeur des Panzerzug Piłsudczyk war.

## Technische Daten

### Lokomotive
Die Dampflokomotive des Panzerzug Wilk stammte aus der Baureihe kkStB 229. Diese wurde 1919 während der Erstellung des Panzerzuges in Nowy Sącz komplett gepanzert. Dadurch hatte sie für die Werkstatt dort den Beinamen Nowy Sącz IX. Diese wurde 1917 in der Lokomotivfabrik Krauss & Comp. Linz mit der Werksnummer KrLi 7131/17 gebaut und als 229.230 von den k.k. österreichischen Staatsbahnen übernommen. Als die Dampflokomotive nach dem Ende des Ersten Weltkrieges an Polen übergeben wurde, erhielt sie die Bezeichnung OKl12-21.

### Artilleriewagen
Der Panzerzug Wilk verfügte über einen improvisierten Artilleriewagen. Dieser war ein zweiachsiger, gedeckte Güterwagen aus Holz. Der hintere Teil des Wagens war so umgebaut, dass eine Kanone nach hinten eingebaut wurde. An den Seiten gab es, wie bei den Sturmwagen, Schießscharten für Gewehre oder Maschinengewehre.

### Sturmwagen
Der Panzerzug Wilk verfügte über drei Sturmwagen für die Infanterie. Alle drei waren zweiachsige, gedeckte Güterwagen der Klasse G. Die Wagen hatten die Seriennummern G 142695, Gg 13334 und Grf 115674. Die Wagen bestanden aus Holz und wurden an den Innenwänden mit Beton gepanzert. Sie verfügten über zwei Schießscharten an jeder Seite für Gewehre oder schwere Maschinengewehre.

## Einsatz
Zum Einsatz kam der Panzerzug Wilk auf der Eisenbahnlinie von Konopki nach Działdowo. Er kämpfte dort bei den Orten Mława und Działdowo gegen sowjetische Truppen. Er unterstützte dabei erfolgreich bei den Gefechten um die Rückgewinnung von Pommern und war der erste Panzerzug, welche die Frontlinie durchbrach.
Am 5. Juli 1920 begann in der Region Riwne der Rückzug von polnischen Truppen. Die dort eingesetzten Panzerzüge Wilk und Grot wurden dabei abgeschnitten und von sowjetischen Truppen eingeschlossen. Verzweifelt wehrten sich beide Besatzungen in der Nähe Kiwerzi und feuerten, solange die Munition reichte. Der Panzerzug Wilk konnte noch über eine Brücke in Sicherheit gebracht werden, bevor sowjetische Truppen diese sprengen und den Panzerzug Grot abschneiden konnten.
Ab dem 3. August wurde der Panzerzug auf Befehl des Generalkommandos des Bezirks Pommern der Operationsgruppe Działdowo unter Oberst Eugeniusz Habich zugeteilt. Ab dem 13. August 1920 begann die Schlacht um Warschau. Der Panzerzug Wilk verkehrte dabei, zusammen mit dem Panzerzug Kaniów, auf der Strecke zwischen Działdowo und Mława. Am 15. August 1920 begann der Kampf um die Stadt Brodnica und die polnischen Truppen wurden von 4000 sowjetischen Soldaten vertrieben. Die polnischen Truppen zogen sich bis nach Jabłonowo Pomorskie zurück und reorganisierten sich. Am 16. August wurde der Panzerzug an die polnisch-deutsche Grenze beordert. Dort hatte eine Einheit deutscher Freiwilliger die Grenze überquert und den Bahnhof Biskupice besetzt. Nach einem kurzen Kampf konnte diese Einheit zurückgedrängt werden.
Am 18. August begann die  Gegenoffensive unter dem Kommando von Oberst Witold Aleksandrowicz. Die Kampfhandlungen wurden um 4:15 Uhr eingeleitet, indem sich polnische Soldaten unter dem Kommando von Leutnant Lissowski zu Aleksandrów Kujawski nach Otańczyn auf den Weg machten. Dicht hinter ihnen folgte der Panzerzug Wilk. Kurze Zeit später schloss sich der Panzerzug Boruta den Truppen an und beide Panzerzüge rückten weiter von Otańczyn in Richtung Toruń vor. Um 9:50 Uhr erreichten sie den Bahnhof von Toruń. Danach fuhr Panzerzug Wilk weiter in Richtung Brodnica, um die feindlichen Truppen von Osten und Süden her zu bedrängen. Dabei kam es zu zwei schweren Gefechten in der Nähe des Dorfes Niewierz. Nachdem der Panzerzug den Fluss Drwęca erreicht hatte, überquerte er diesen und fuhr weiter nach Gmina Osiek. Dabei flankierte er die sowjetische 12. Schützendivision von Süden her. In der Nacht wurde der Kampf um Brodnica erfolgreich beendet. Am nächsten Tag konnten die Dörfer Lidzbark, Lubawa und Rypin befreit werden.
Am 20. August fuhren die beiden Panzerzüge Wilk und Hallerczyk nach Mława. Dort angekommen patrouillierte der Panzerzug Wilk auf der Strecke zwischen Mława und Wiśniewko. Am 22. August unterstützte der Panzerzug die polnische 18. Infanteriedivision in der Nähe von Szydłów. Hier konnten beiden Einheiten den Vormarsch sowjetischer Truppen aufhalten. Vom 11. bis 12. September 1920 nahmen mehrere Panzerzüge, darunter auch Wilk, am Angriff der 3. Armee auf Kowel teil. Ebenso griff der Panzerzug, der 4. Armee zugeteilt, bei der Schlacht am Njemen ein. Ab dem 20. September 1920 wurde der Panzerzug Wilk zusammen mit dem Panzerzug Bartosz Głowacki im Raum Świsłocz und Łaszewicze zur Patrouille abgestellt. Während weiterer Kämpfe bei Wołkowysk sollten beide Panzerzüge die Eisenbahnlinie überwachen und feindliche Panzerzüge direkt angreifen und eigene Truppen versorgen. Am 23. September kam es zum letzten Kampf des Panzerzug Wilk, als dieser mit eigener Infanterie das Dorf Lynowyzja eroberte.
Als am 12. Oktober 1920 in Riga ein Waffenstillstand unterzeichnet wurde, endete die Dienstzeit des Panzerzugs Wilk.

## Zugpersonal
- Zugkommandant Leutnant Adam Aleksandrowicz (1919–1920)
- Hauptmann Roman Ajdukiewicz

## Zugzusammensetzung
- 1× Artilleriewagen
- 1× Sturmwagen (Seriennummer G 142695)[4]
- 1× Panzerzuglokomotive OKl12-21[3]
- 1× Sturmwagen (Seriennummer Gg 13334)[4]
- 1× Sturmwagen (Seriennummer Grf 115674)[4]